# Maciço da Chartreuse
O Maciço da Chartreuse ou, na sua forma portuguesa, da Cartuxa (em francês:  Massif de la Chartreuse) é um maciço  dos Alpes Ocidentais, grupo dos Pré-Alpes da Saboia, que se situam principalmente no  departamento francês de Isère e só um quarta parte na Saboia.
O maciço, que deu o nome ao mosteiro da Grande Chartreuse, tem como ponto culminante o Chamechaude, um cume que atinge os 2082 m de altitude.
Eleva-se entre Grenoble a sul, Chambéry a norte, Voiron e Saint-Laurent-du-Pont a oeste, e o Vale do Rio Isère a leste.
Curiosamente é considerado um dos pontos mais meridionais do Maciço do Jura que começa na Alemanha, o Jura suábio, e que descende faz de fronteira natural entre a França e a Suíça onde ambos têm um Jura, respetivamente o Departamento do Jura e o Cantão do Jura.
Mesmo se menos conhecidos do que os maquis do Vercors, os maquisars como era chamada a resistência francesa durante a Segunda Guerra Mundial que se escondia em zonas montanhosas com vegetação tipo bosques ou maquis para atacar de surpresa os nazis, os maquis da Chartreuse mesmo se menos numerosos do que aqueles em termos de efetivos, também tiveram um papel importante nesse movimento de libertação e patriotismo.

## SOIUSA

Mapa do maciço de Chartreuse

A Subdivisão Orográfica Internacional Unificada do Sistema Alpino (SOIUSA) criada em 2005, dividiu os Alpes em duas grandes partes:Alpes Ocidentais e Alpes Orientais, separados pela linha formada pelo  Rio Reno - Passo de Spluga - Lago de Como - Lago de Lecco.
Segundo a SOIUSA, os Pré-Alpes da Saboia são formados pelo conjunto Aiguilles Rouges, Pré-Alpes do Giffre, Pré-Alpes do Chablais, Pré-Alpes de Bornes, Pré-Alpes de Bauges, e Pré-Alpes da Chartreuse.

### Classificação SOIUSA
Assim os Pré-Alpes da Chartreuse são  uma Subsecção alpina com a seguinte classificação:
- Parte = Alpes Ocidentais
- Grande setor alpino = Alpes Ocidentais-Norte
- Secção alpina = Pré-Alpes da Saboia
- Subsecção alpina =  Pré-Alpes da Chartreuse
- Código = I/B-8.VI

## Galeria

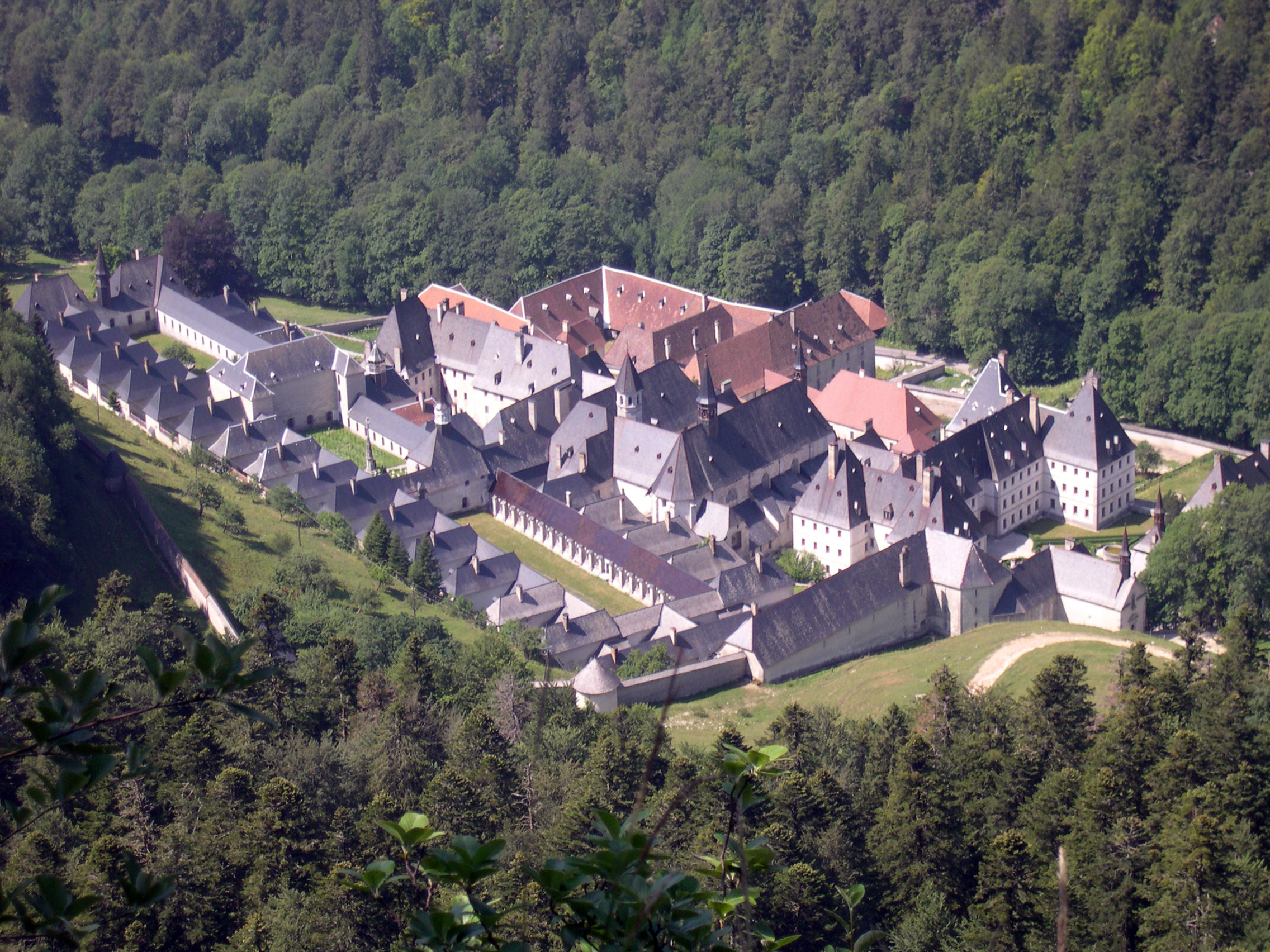
A Grande Chartreuse (a Grande Cartuxa)
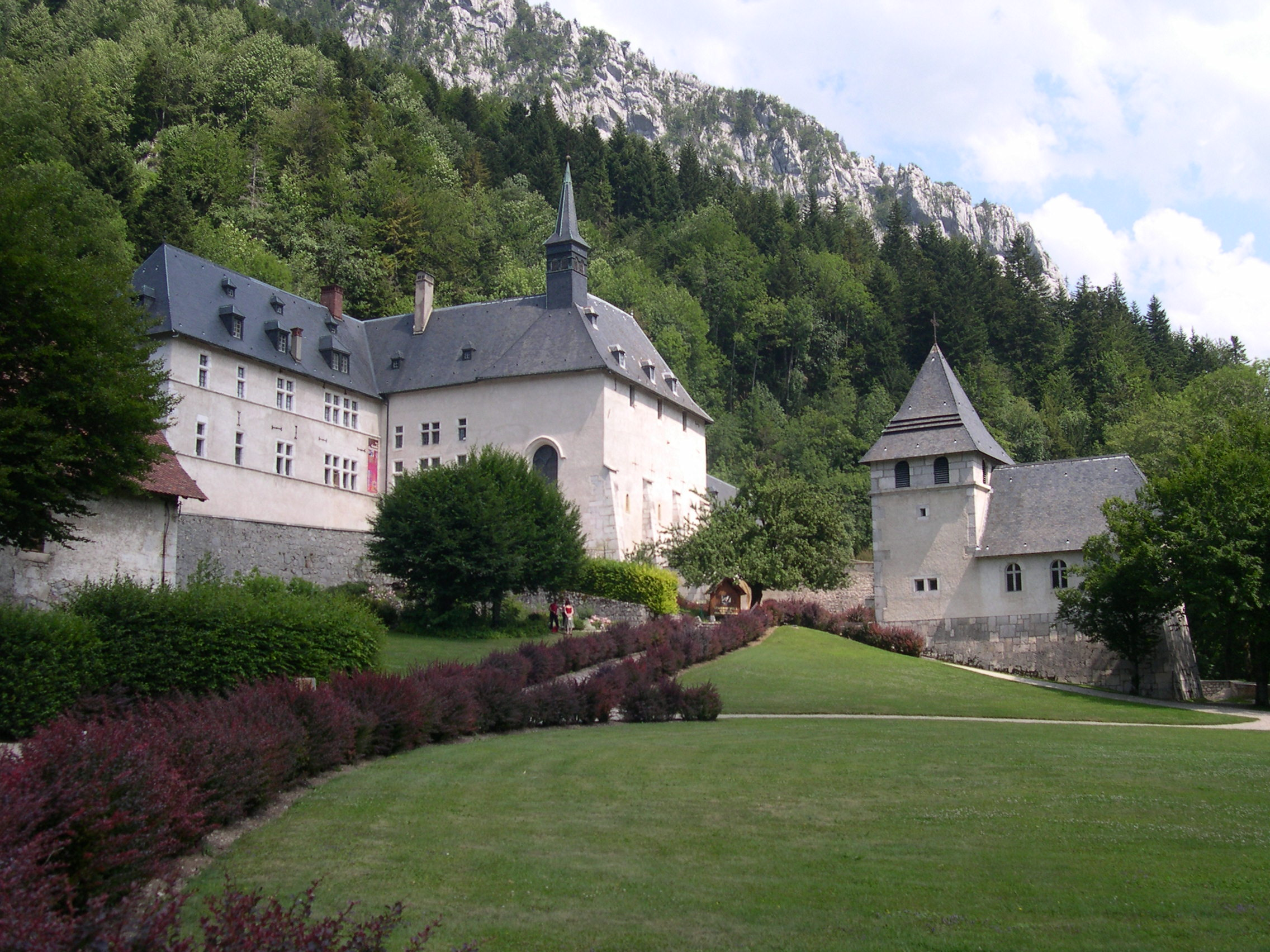
O Museu do Mosteiro da Grande Cartuxa
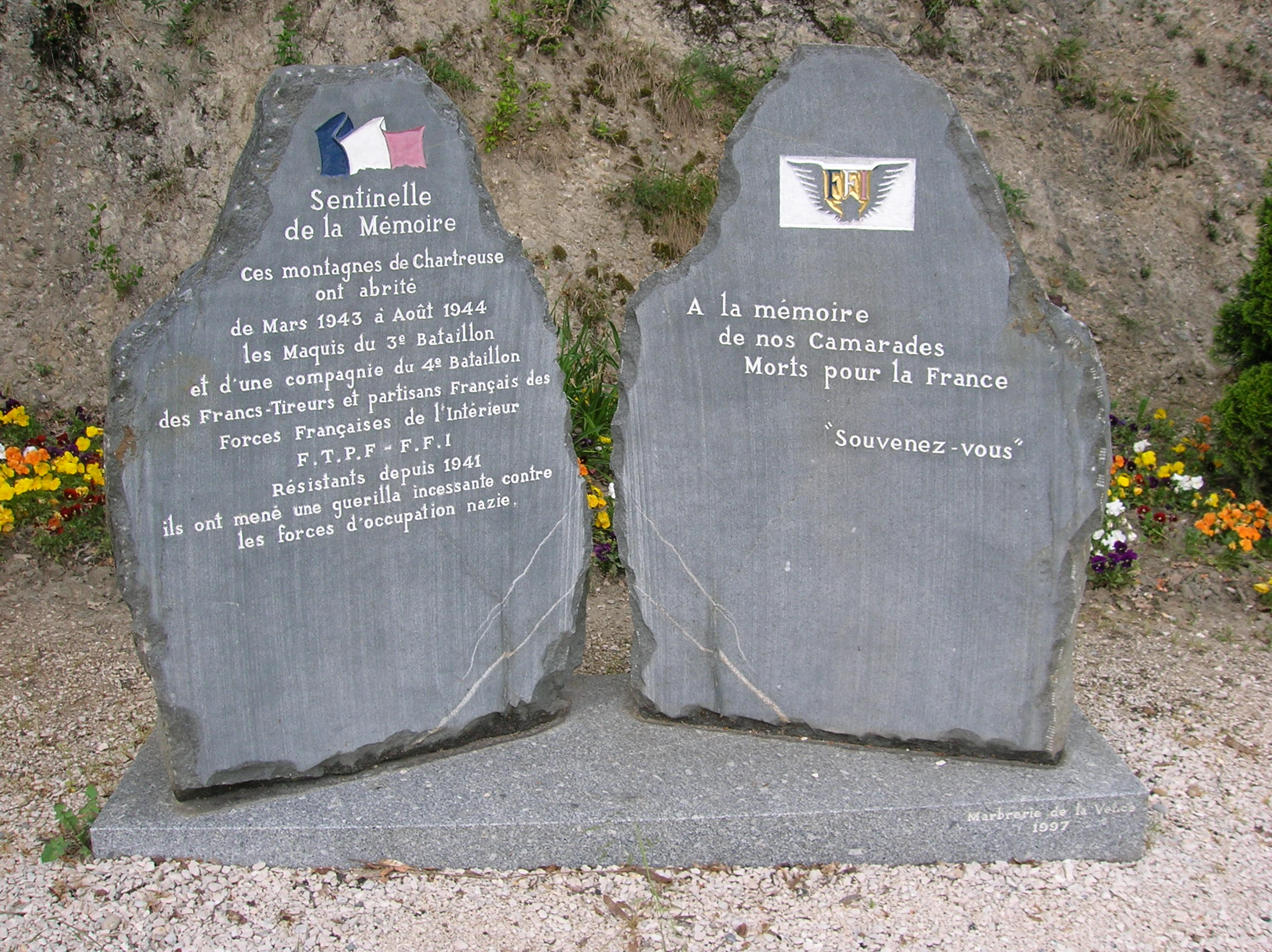
Memorial aos Maquis